# Albert Urmes

Albert Urmes

Albert Theodor Urmes (* 25. September 1910 in Trier; † 7. September 1985 in Bonn) war ein deutscher Politiker (NSDAP) und Journalist.

## Leben und Wirken
Albert Urmes war Sohn des Staatsanwaltschaftssekretärs Johann Baptist Urmes und dessen Ehefrau Josephine, geborene Knappstein. Nach dem Abitur studierte Albert Urmes in Bonn und München. Während seiner Studienzeit begann er sich in Bonn und München im Nationalsozialistischen Deutschen Studentenbund (NSDStB) zu engagieren. Der Partei selbst trat er im Dezember 1928 bei (Mitgliedsnummer 123.368). Nach dem Studium wurde er hauptberuflicher Funktionär im Parteiapparat der NSDAP, wo er im Gau Koblenz-Trier ab 1931 als Gauredner und von Oktober 1933 bis Anfang Januar 1935 als Gauabteilungsleiter tätig war. Danach war er Gaupresseamtsleiter und leitete ab Anfang April 1937 als Gaupropagandaleiter das Reichspropagandaamt Koblenz-Trier. Des Weiteren war er ab April 1937 Gauobmann der NS-Kulturgemeinde im örtlichen Gau und von April 1940 bis zum Kriegsende 1945 Präsident des Kulturverbandes im Gau Moselland. Zum Ratsherrn der Stadt Koblenz wurde er 1939 ernannt.
Zur Reichstagswahl 1938 kandidierte er erfolglos. Am 29. September 1941 zog Urmes im Nachrückverfahren für den im Krieg getöteten Abgeordneten Robert Claussen in den nationalsozialistischen Reichstag ein, dem er bis zum Ende der NS-Herrschaft im Frühjahr 1945 als Abgeordneter für den Wahlkreis Koblenz-Trier angehörte.
Nach Beginn des Zweiten Weltkrieges leistete er von Ende November 1939 bis Anfang August 1942 Kriegsdienst. Urmes wurde ab 1940 in führenden Funktionen in der NSDAP-Parteiverwaltung im besetzten Luxemburg tätig: So amtierte er als Landeskulturwart für Luxemburg, als Gauamtsleiter und Gaupropagandaleiter der Partei.
Nach Kriegsende lebte er unter dem Pseudonym Franz-Josef Meyer. Er wurde schließlich festgenommen und im Oktober 1946 in das Luxemburger Grundgefängnis überstellt. Am 3. Dezember 1949 wurde er durch den Luxemburger Gerichtshof für Kriegsverbrechen zu einer dreijährigen Haftstrafe verurteilt. Es ist davon auszugehen, dass die Haftstrafe durch die Untersuchungshaft abgegolten war. Urmes zog sich nach der Haftentlassung ins Privatleben zurück. Beruflich arbeitete er für die Firma des Herbert Lucht und seiner Witwe, die zur Geliebten Werner Naumanns geworden war. Urmes und Naumann waren befreundet. Nach Erkenntnissen des britischen Geheimdienstes gehörte Urmes Anfang der 1950er Jahre dem Netzwerk ehemaliger Nationalsozialisten um Werner Naumann an. Er gehörte zu den Mitbegründern der Hilfsgemeinschaft für Entnazisierungsgeschädigte. Zielsetzung dieses von dem Parlamentsjournalisten Gerd Walleiser initiierten Vereins war die Ergänzung des Grundgesetzes um den Passus „Kein Deutscher darf zur Ausfüllung eines politischen Fragebogens veranlaßt werden“. In einem Brief vom 1. März 1983 gab er über seine politische Tätigkeit Auskunft.